# Sing Loud, Sing Proud!
Sing Loud, Sing Proud! (в пер. с англ. «Петь громко, петь гордо!») — третий студийный альбом бостонской кельтик-панк-группы Dropkick Murphys, вышедший в 2001 году, перед выпуском которого состав группы претерпел значительные перемены.

## Об альбоме
До выпуска альбома в 2001 году один из основателей группы гитарист Рик Бартон покинул коллектив. Он объявил Джеймса Линча из бостонской панк-группы The Ducky Boys своим преемником. Кроме Линча, в состав группы позже вошёл 17-летний Марк Оррелл на соло-гитаре (он также является аккордеонистом-самоучкой). К группе также присоединились Райан Фолтз, играющий на мандолине и флейте, гитарист Джеймс Ланч и волынщик Робби Медериос, более известный, как Спейси Макхаггис.
В записи пластинки принимали участие вокалист The Pogues Шейн Макгоэном и Колин Макфаулл из Cock Sparrer. Альбом включает в себя обновлённую версию старой песни Dropkick Murphys «Caps and Bottles», классический ирландский фолк «The Rocky Road to Dublin» и «The Wild Rover», а также гимн знаменитого Бостонского колледжа, основанного ещё в 1863 году, «For Boston». Группа выпустила музыкальные видеоклипы на песни «The Spicy McHaggis Jig», в котором снялся бывший продюсер коллектива и участник панк-группы Rancid Ларс Фредериксен, «The Gauntlet» и «The Wild Rover».
Впервые продюсером альбома выступил один из основателей коллектива бас-гитарист и вокалист группы Кен Кейси.

## Обложка альбома
Фреска, сфотографированная для обложки, изображена на одной из стен в Южном Бостоне (густонаселённая окрестность города с примыкающим к нему каналом) на углу улиц на Западном Бродвее. Она была написана Трисией О’Нил и её отцом, американским хедлайнером Патриком О’Нилом летом 2000 года. Трисия была нанята для работы фронтменом Dropkick Murphys Кеном Кейси и его супругой. Также Патрик снял для коллектива видеоклип на песню «Walk Away», а Трисия была дизайнером обложки следующего альбома группы Blackout, вышедшего в 2003 году.

## Список композиций
Авторы всех песен и музыки Dropkick Murphys.
1. «For Boston» (T.J. Hurley) — 1:33
2. «The Legend of Finn MacCumhail» — 2:15
3. «Which Side Are You On?» (Florence Reece) — 2:28
4. «The Rocky Road to Dublin» (Traditional) — 2:37
5. «Heroes from Our Past» — 3:31
6. «Forever» — 3:08
7. «The Gauntlet» — 2:49
8. «Good Rats» — 3:03
9. «The New American Way» — 3:32
10. «The Torch» — 3:17
11. «The Fortunes of War» — 2:43
12. «A Few Good Men» — 2:36
13. «Ramble and Roll» — 1:59
14. «Caps and Bottles» — 2:41
15. «The Wild Rover» (Traditional) — 3:25
16. «The Spicy McHaggis Jig» — 3:27

## Участники записи
- Эл Барр — основной вокал
- Кен Кейси — бас-гитара, вокал
- Мэт Келли — барабаны, бойран, вокал
- Джеймс Линч — гитара, вокал
- Марк Оррелл — гитара, аккордеон, вокал
- Райан Фолц — мандолина, вистл
- Джо Дилэйн — волынка
- Робби «Спейси Макхаггис» Медериос — волынка в песне «The Spicy McHaggis Jig»
- Шейн МакГован — вокал в песне «Good Rats»
- Колин Макфаулл — вокал в песне «Fortunes of War»
- Дейзи Квэлли — вокал в песне «Rocky Road to Dublin»
- Рик Бартон — акустическая гитара
- Джим Сигал — инженеринг